# Kersantite
La kersantite  o pietra di Kersanton (in francese: pierre de Kersanton) è una roccia magmatica filoniana  dei Lamprofiri, simile al granito e di colore scuro, abbondante nella regione francese della Bretagna
Prende il nome dalla località bretone di Kersanton, frazione del comune di Loperhet situata nella rada di Brest.
È, per la facilità di lavorazione e per la sua quasi indistruttibilità, un elemento molto presente nell'architettura e nell'arte scultorea della Bretagna (ma non solo). Si ritrova in particolar modo nei calvari ed in altre sculture all'interno dei cosiddetti  enclos paroissiaux , i tipici complessi parrocchiali della regione.
Fu classificata nel 1851 da Delesse.

## Composizione

### Minerali principali
- Plagioclasio (varietà di Feldspati)
- Biotite
- Augite

### Mnerali presenti in minore quantità
- Olivina
- Apatite
- Orneblenda
- Feldspati alcalini
- Quarzo

### Minerali presenti in bassa quantità
- Calcite
- Minerali ferrosi

## Monumenti e sculture costruite in kersantite

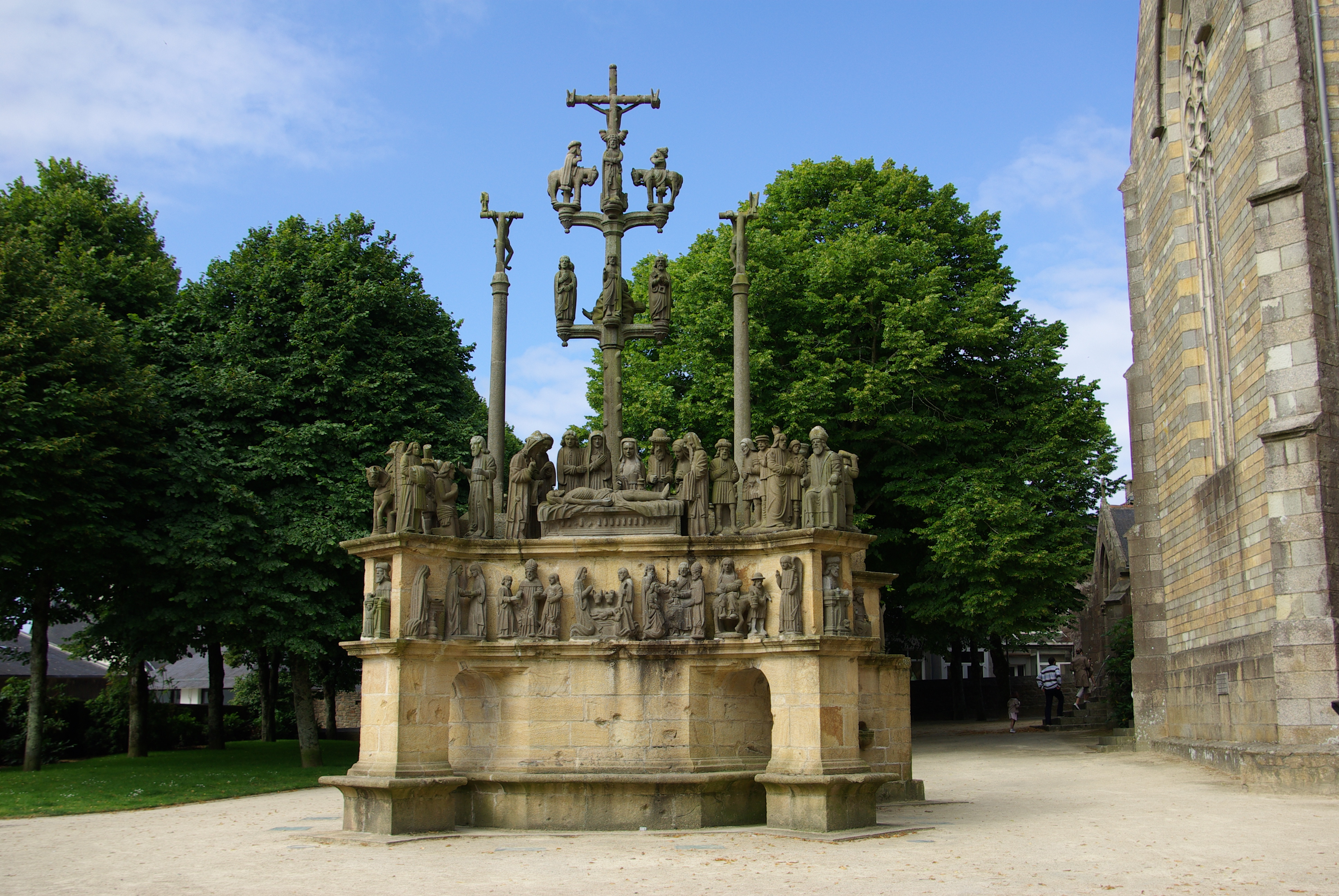
Bretagna: Il calvario del Complesso parrocchiale di Plougastel-Daoulas, costruito in kersantite

- Base della Statua della Libertà di New York
- Faro di Eckmühl a Penmarc'h (Bretagna)
- parti del complesso parrocchiale di Sizun (Bretagna)[5]
- Calvario di Plougastel-Daoulas (Bretagna)
- Calvario del Complesso parrocchiale di Argol (Bretagna)
- uno dei calvari del Complesso parrocchiale di Commana (Bretagna)
- Sculture di Julien Ozanne nel calvario del Complesso parrocchiale di Pleyben (Bretagna)[6]
- Campanile della Chiesa di San Pietro, a Crozon[7]